# Gotfryd Gremlowski
Gotfryd Gremlowski, ps. Ghandi (ur. 5 listopada 1931 w Chropaczowie, zm. 10 października 1987 w Bergisch Gladbach) — polski pływak i piłkarz wodny, reprezentant kraju, uczestnik Igrzysk Olimpijskich w Helsinkach w 1952.
Zawodnik Polonii Bytom w latach 1945–59. W latach 1960–67 zawodnik OWKS Kraków. Zdobył 36 tytułów mistrza Polski, 27 razy ustanawiał rekordy Polski (w 1955 r. pierwszy pływak polski, który przepłynął dystans 400 m w czasie poniżej 5 minut). Grał także w piłkę wodną w mistrzowskiej drużynie Polski - Polonii Bytom (1950, 1959, 1964) i reprezentował barwy narodowe (1954-1955). Po zakończonej karierze wyemigrował do RFN.